# Marcelo Cabelereiro
Marcelo Borges da Silva (Barra Mansa, 14 de junho de 1965), mais conhecido como Marcelo Cabelereiro, é um advogado e político brasileiro filiado ao União Brasil (UNIÃO). Foi vereador de Barra Mansa por quatro mandatos e deputado estadual do Rio de Janeiro por um mandato.
Em 2018, foi candidato a deputado estadual pelo Democracia Cristã (DC) e foi eleito com 18.003 votos. Em 2022, concorreu à reeleição para a ALERJ e recebeu 31.556 votos, não sendo reeleito. Em 2024, filiou-se ao UNIÃO e concorreu a prefeito de Barra Mansa, sendo derrotado por Luiz Furlani (PL), que obteve 44.330 (48,10%) votos contra os 36.600 (39,71%) de Marcelo Cabeleireiro.